# Kładka dla pieszych na Ołowiankę w Gdańsku
Kładka na Ołowiankę – kładka dla pieszych nad Motławą łącząca wyspę Ołowiankę z Starym Miastem, a dokładniej z Rybackim Pobrzeżem. Zlokalizowana jest przed budynkiem Filharmonii na Ołowiance.

## Historia
Budowa przeprawy rozpoczęła się w lipcu 2016. Wykonawcą było Przedsiębiorstwo Usług Technicznych INTERCOR Sp. z o.o. z Zawiercia. Koszt inwestycji wyniósł ok. 10 mln zł.
17 czerwca 2017 roku o godzinie 21:00 odbyło się uroczyste otwarcie kładki na Ołowiankę. Podczas inauguracji mieszkańcy w towarzystwie Prezydenta Miasta Gdańska Pawła Adamowicza i urzędników przeszli po raz pierwszy po obiekcie. Na inauguracji pojawiło się kilka tysięcy mieszkańców. Podczas wydarzenia odbył się także koncert Orkiestry Symfonicznej PFB pod dyrekcją George’a Tchitchinadze. Muzycy zagrali m.in. walca z filmu „Trędowata” oraz suity z filmów „Gladiator” i „Titanic”.
W 2018 budowla otrzymała I nagrodę w konkursie Najlepsza Gdańska Realizacja Architektoniczna 2016–2017.
W 2021 przęsło kładki podniesiono 3,2 tys. razy.

## Parametry techniczne
Obiekt ma 70,5 metra długości oraz od 6,76 do 10,56 m szerokości. Przęsło podnosi się pod kątem 65 stopni, a jego wysokość wynosi wówczas ok. 40 m.
| Parametry techniczne napędu kładki   | Parametry techniczne napędu kładki |
| ------------------------------------ | ---------------------------------- |
| moc głównych silników elektrycznych: | 3 x 75 kW                          |
| ciśnienie maksymalne:                | 28MPa                              |
| napięcie zasilania:                  | 3 x 400V, 50 Hz                    |
| gabaryty [dł./szer./wys.]:           | 3200x4350x2000                     |
| masa ca.:                            | 4500 kg + olej 3200 l              |

| Parametry żeglugowe kładki                                       | Parametry żeglugowe kładki   |
| ---------------------------------------------------------------- | ---------------------------- |
| światło poziome toru wodnego ograniczone kierownicami:           | 29 m                         |
| światło pionowe nad torem wodnym dla światła szerokości:         | 25m (kładka zamknięta) 2,5 m |
| światło pionowe nad torem wodnym dla światła szerokości:         | 29 m (kładka otwarta) 25 m   |
| światło poziome toru wodnego bez ograniczenia światła pionowego: | 21,9 m                       |
| czas otwierania przęsła zwodzonego:                              | 2 minuty                     |
| czas zamykania przęsła zwodzonego:                               | 2 minuty                     |
| czas awaryjnego zamykania przęsła zwodzonego:                    | 20 minut                     |

### Zasilanie
Napęd kładki stanowią dwa siłowniki hydrauliczne. Urządzenie zostało wykonane w Holandii. Jest ono dostosowane do pracy w warunkach morskich – zasolenia. Pracuje także w temperaturze od -25 do +45 stopni Celsjusza. Tłoki siłowników są nierdzewne, pokryte warstwą chromu i wyposażone w zgarniacz lodowy na dławicy.
Siłownik pracuje dzięki trzem silnikom elektrycznym o napięciu znamionowym 400 V. Całość waży 4,5 tony. W siłownikach znajduje się 3,2 tys. litrów oleju.
Na wypadek awarii silników głównych, Kładka wyposażona jest w silnik zapasowy do siłownika o mocy 50 kW. Z racji tego, że jest słabszy kładka będzie zwodzona w czasie 20 minut.

### Sposób działania
Pracownik obsługi kładki decyduje o podnoszeniu lub opuszczaniu kładki. Robi to za pomocą pulpitu sterowniczego, na którym wyświetlają się podstawowe parametry pracy silników, siły wiatru czy też położenia przęsła.
Obsługa zanim otworzy kładkę musi wykonać szereg czynności. Przede wszystkim zamknąć bramki, upewnić się, że nikogo nie ma na kładce, czy też zwolnić rygle blokujące samo przęsło. Dopiero wtedy będzie można zwodzić kładkę.
Kładka jest zwodzona i otwiera się w sezonie od 1 kwietnia do 31 października według stałego cyklu. W ciągu godziny połowę czasu otwarta jest dla ruchu wodnego (podniesiona) o każdej równej godzinie (z wyjątkiem 21.00) od 7:00 do 23:00 włącznie. Drugą połowę godziny - jest zamknięta (opuszczona) i umożliwia ruch pieszy. Pomiędzy godziną 00.00 a 07.00 kładka jest zamknięta, zwodzona po zgłoszeniu konieczności przez jednostkę pływającą. Otwarcie kładki dla ruchu wodnego w wyznaczonych godzinach będzie trwać od 10 do 30 minut.
Poza sezonem, w okresie od 1 listopada do 31 marca kładka jest zwodzona po zgłoszeniu konieczności przez jednostkę pływającą z zachowaniem cyklu godzinnego.
Z obu stron kładki są nabrzeża przystosowane do cumowania jednostek oczekujących na otwarcie kładki, z tym że od strony zachodniej (bliżej starego miasta) część Rybackiego Pobrzeża zarezerwowana jest dla statków białej floty. Odcinek nabrzeża, zwłaszcza na Ołowiance, jest wysoki i przez to nieprzydatny do cumowania niewielkich jednostek turystycznych. Miejsca do tymczasowego cumowania narażone są również na falowanie ze strony przepływających statków i motorówek.

## Galeria

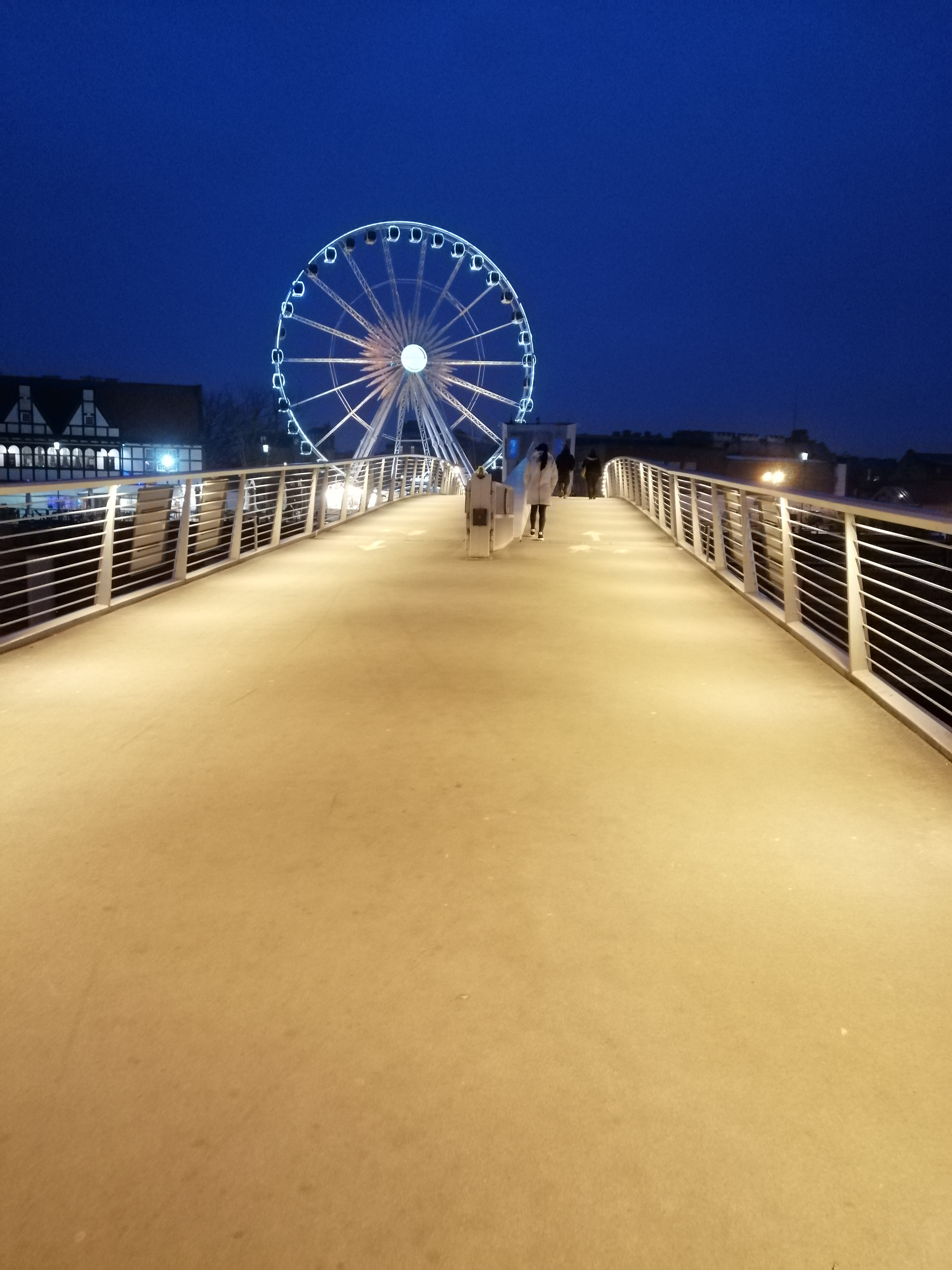
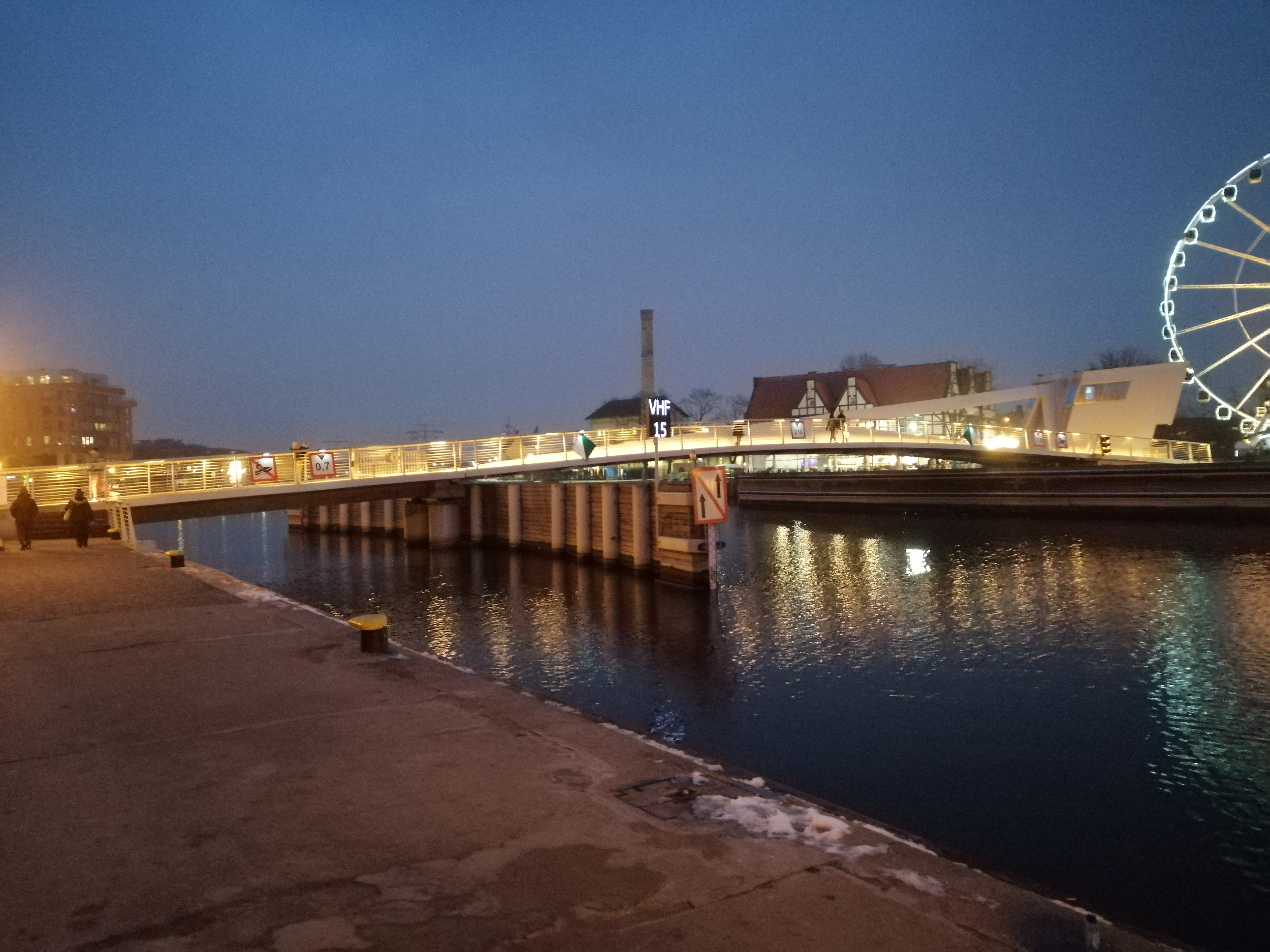
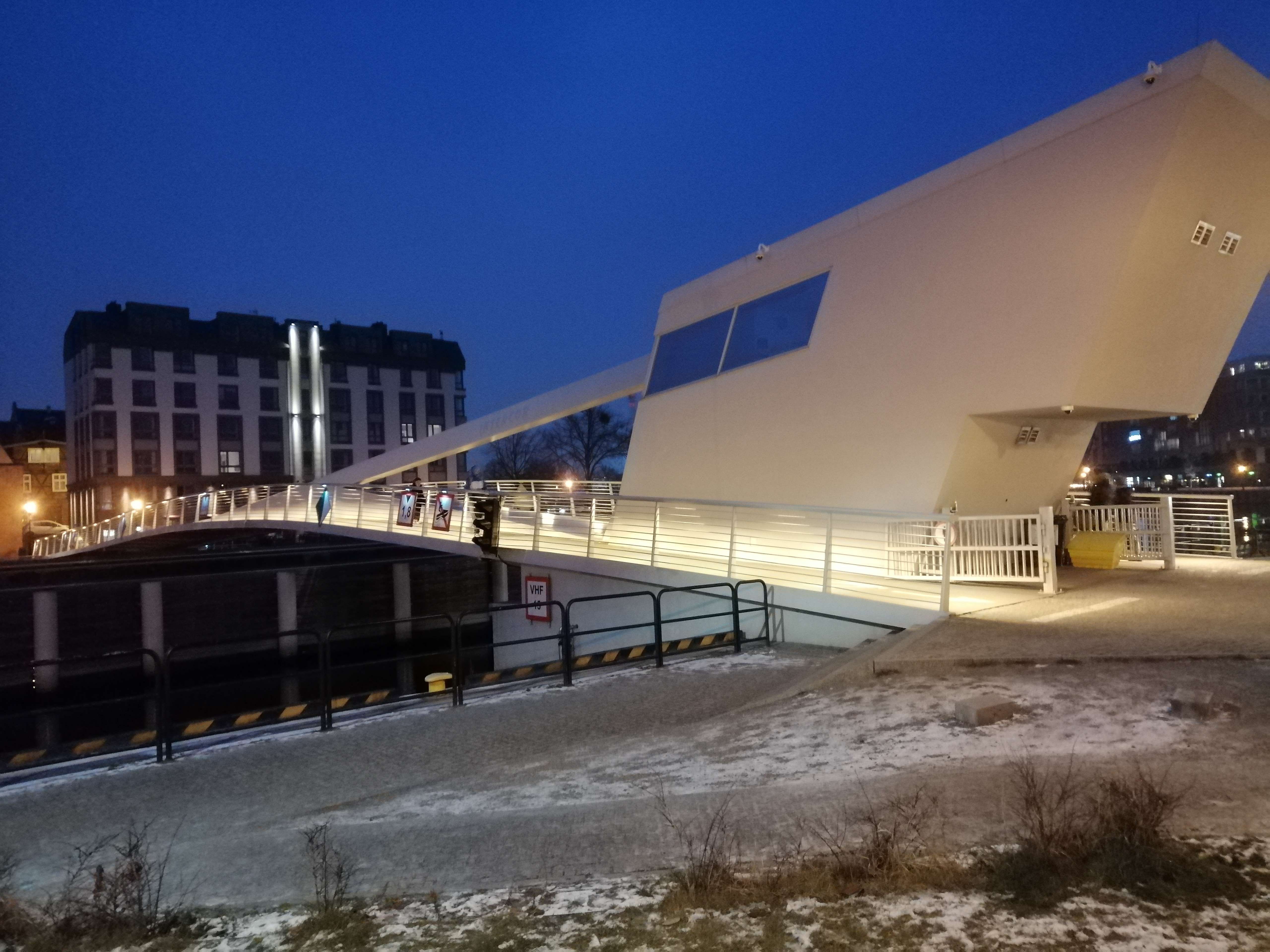